# میکا کائوریسماکی
میکا کائوریسماکی (فنلاندی: Mika Kaurismäki؛ زادهٔ ۲۱ سپتامبر ۱۹۵۵) کارگردان فیلم اهل فنلاند است.
وی کارگردان فیلم‌هایی همچون دختر پادشاه، جنایت و مکافات، سه مرد عاقل، جاده شمال و لس آنجلس بدون نقشه بوده‌است.